# 卡尔·布尔达赫
卡尔·布尔达赫（Karl Burdach，1891年7月28日—1976年12月30日）是一位纳粹德国德意志國防軍将领，曾参与第二次世界大战並指揮第11步兵師以及第27軍，曾获颁騎士鐵十字勳章。